# Junas
Junas este o comună în departamentul Gard din sudul Franței. În 2009 avea o populație de 1.085 de locuitori.

## Evoluția populației
| An        | 1975 | 1982 | 1990 | 1999 | 2006 | 2009  |
| --------- | ---- | ---- | ---- | ---- | ---- | ----- |
| Populație | 363  | 518  | 648  | 721  | 968  | 1.085 |